# Chesiadodes curvata
Chesiadodes curvata är en fjärilsart som beskrevs av Barnes och Mcdunnough 1916. Chesiadodes curvata ingår i släktet Chesiadodes och familjen mätare. Inga underarter finns listade i Catalogue of Life.